# Xanthoparmelia pseudohungarica
Xanthoparmelia pseudohungarica är en lavart som först beskrevs av Gyeln., och fick sitt nu gällande namn av Hale. Xanthoparmelia pseudohungarica ingår i släktet Xanthoparmelia och familjen Parmeliaceae.   Inga underarter finns listade i Catalogue of Life.